# نیکولوز تسکیتیشویلی
نیکولوز تْسْکیتیشْویلی (به گرجی: ნიკოლოზ ცქიტიშვილი)، (زادهٔ ۱۴ آوریل ۱۹۸۳) یک بازیکن حرفه‌ای بسکتبال اهل گرجستان است که اکنون در لیگ بسکتبال ایران برای تیم بسکتبال Chemidor Tehran بازی می‌کند.
او در پست فوروارد-سنتر بازی می‌کند و یکی از بازیکنان منتخب لیگ بسکتبال آمریکا (NBA) در سال ۲۰۰۲ بوده و از سال ۲۰۰۲ تا ۲۰۰۶ در این لیگ مشغول فعالیت بوده است. او در لیگ برتر بسکتبال ایران نیز برای تیم‌های مهرام تهران و فولادماهان سپاهان اصفهان بازی کرده است.